# Саус-Тусон
Саус-Тусон (англ. South Tucson) — місто (англ. city) в США, в окрузі Піма штату Аризона. Населення — 4613 особи (2020).

## Географія
Саус-Тусон розташований за координатами 32°11′44″ пн. ш. 110°58′9″ зх. д. / 32.19556° пн. ш. 110.96917° зх. д. (32.195458, -110.969092). За даними Бюро перепису населення США в 2010 році місто мало площу 2,70 км², уся площа — суходіл.
Саус-Тусон повністю оточений містом Тусон. Він розташований на стику Міжштатного шосе 19 і Міжштатного шосе 10 у близько 1 км на південь від центру міста Тусон. Місто обмежене з трьох боків двома автострадами і Тихоокеанською залізницею.

## Органи управління
Місто Саус-Тусон управляється мером, шістьома членами міської Ради і сіті-менеджером. Місцева поліція і пожежники мають як штатних, так і добровільних співробітників.

## Демографія
Згідно з переписом 2010 року, у місті мешкали 5652 особи в 1827 домогосподарствах у складі 1158 родин. Густота населення становила 2094 особи/км². Було 2137 помешкань (792/км²).
Расовий склад населення:
| - 45,3 % — білих - 10,7 % — корінних американців - 3,0 % — чорних або афроамериканців - 0,8 % — азіатів - 0,1 % — вихідців з тихоокеанських островів - 36,1 % — осіб інших рас |

До двох чи більше рас належало 4,0 %. Частка іспаномовних становила 78,5 % від усіх жителів.
За віковим діапазоном населення розподілялося таким чином: 29,9 % — особи молодші 18 років, 59,3 % — особи у віці 18—64 років, 10,8 % — особи у віці 65 років та старші. Медіана віку мешканця становила 32,1 року. На 100 осіб жіночої статі у місті припадало 110,4 чоловіків; на 100 жінок у віці від 18 років та старших — 115,3 чоловіків також старших 18 років.
Середній дохід на одне домашнє господарство становив 31 744 долари США (медіана — 21 964), а середній дохід на одну сім'ю — 35 206 доларів (медіана — 24 286). Медіана доходів становила 25 570 доларів для чоловіків та 25 500 доларів для жінок. За межею бідності перебувало 48,7 % осіб, у тому числі 65,9 % дітей у віці до 18 років та 27,4 % осіб у віці 65 років та старших.
Цивільне працевлаштоване населення становило 1955 осіб. Основні галузі зайнятості: мистецтво, розваги та відпочинок — 19,0 %, освіта, охорона здоров'я та соціальна допомога — 16,4 %, роздрібна торгівля — 13,9 %, будівництво — 12,3 %.